# Новое Киселёво
Новое Киселёво — упразднённая деревня в Поназыревском районе Костромской области. Входила в состав городского поселения посёлок Поназырево. Исключена из учётных данных в 2024 году.

## История
В 1962 году указом Президиума Верховного Совета РСФСР населённый пункт Мертвяк переименован в населённый пункт Новое Киселёво.

## Население
| 2008 | 2010 | 2014 |
| ---- | ---- | ---- |
| 2    | ↗4   | ↘1   |